# Renaud Camus
Renaud Camus (/k æˈmuː/) född Jean Renaud Gabriel Camus den 10 augusti 1946) är en fransk romanförfattare och konspirationsteoretiker. Han är upphovsmannen till den högerextrema konspirationsteorin "Great Replacement", som hävdar att en "global elit" samarbetar mot Europas vita befolkning för att ersätta dem med icke-europeiska folk.
Camus skrifter om den "stora ersättningen" har översatts på högerextrema webbplatser och använts för att främja konspirationsteorin om vitt folkmord. Camus har upprepade gånger fördömt och offentligt tagit avstånd från våldshandlingar som har begåtts av högerextrema terrorister inspirerade av hans teorier.

## Uppväxt och karriär som skönlitterär författare

### Familj och utbildning (1946–1977)
Jean Renaud Gabriel Camus föddes den 10 augusti 1946 i Chamalières, Auvergne, en lantlig stad i centrala Frankrike. Han växte upp i en borgerlig familj och är son till Léon Camus, entreprenör, och Catherine Gourdiat, en advokat. Hans föräldrar tog bort honom från sitt testamente efter att han avslöjat sin homosexualitet. Vid 21 års ålder, då socialist, deltog han i pro-HBTQ -demonstrationer under händelserna i Paris i maj 1968.
Camus tog en kandidatexamen i filosofi i Clermont-Ferrand, Auvergne, år 1963. Han tillbringade sedan ett år på en icke-universitetshögskola, St Clare's, Oxford (1965–1966). Han tog en kandidatexamen i fransk litteratur vid universitetet i Paris (1969), en magisterexamen i filosofi vid Institut d'études politiques de Paris (1970), och två masterexamina i avancerade studier (DES) i statsvetenskap (1970) och rättshistoria (1971) vid universitetet Panthéon-Assas. Han undervisade i fransk litteratur vid Hendrix College i Conway, Arkansas från 1971 till 1972, och var sedan redaktör i statsvetenskap för encyklopediförlaget Grolier från 1972 till 1976. Han var även professionell läsare och litteraturrådgivare på det franska bokförlaget Denoël från 1970 till 1976.

### Inflytelserik homosexuell författare (1978–1995)
Efter att ha återvänt till Paris 1978 började Camus snabbt cirkulera bland författare och konstnärer som Roland Barthes, Andy Warhol och Gilbert & George. Camus var känd uteslutande som romanförfattare och poet fram till slutet av 1990-talet och fick Prix Fénéon 1977 för sin roman Échange och 1996 Prix Amic från Académie Française för sina tidigare romaner och eleger
Camus, som i efterhand av vissa engelskspråkiga medier kallades för en "edgy gay writer", publicerade Tricks 1979, en "krönika" bestående av beskrivningar av homosexuella möten i Frankrike och på andra håll, med ett förord av filosofen Roland Barthes ; det är fortfarande Camus mest översatta verk. Tricks och Buena Vista Park, som publicerades 1980, ansågs vara inflytelserika inom HBTQ-gemenskapen vid den tiden. Camus var också krönikör för den franska gaytidningen Gai pied. Denna period i Camus liv har lett till att den amerikanska tidskriften The Nation har stämplat honom som en "gayikon" som "blev ideologen för vit makt", trots att Camus hade förkastat konceptet "homosexuell författare" år 1982.
Camus var medlem i Socialistpartiet under 1970- och 1980-talen, och han röstade på François Mitterrand 1981, vinnaren av det franska presidentvalet. Trettioett år senare, under presidentvalskampanjen 2012, avfärdade han partiet med följande kommentar: "Socialistpartiet har publicerat ett politiskt program med titeln Pour changer de civilisation ("Att förändra civilisationen"). Vi är bland dem som tvärtom vägrar att förändra civilisationen."
År 1992, vid 46 års ålder, köpte Camus, med pengarna från försäljningen av sin lägenhet i Paris, ett slott från 1300-talet i Plieux, en by i Occitanie, och började restaurera det. År 1996 fick han uppenbarelsen som han sa ledde till konceptet "den stora ersättningen". Från och med 2019 bor Camus fortfarande i slottet. Eftersom han fick statliga medel för att hjälpa till med restaureringen av slottet – vilket inkluderade återuppbyggnaden av ett tiovåningstorn som togs bort på 1600-talet – är Camus skyldig att öppna det för allmänheten under en del av året.

## Den stora ersättningen

### Utveckling (1996–2011)

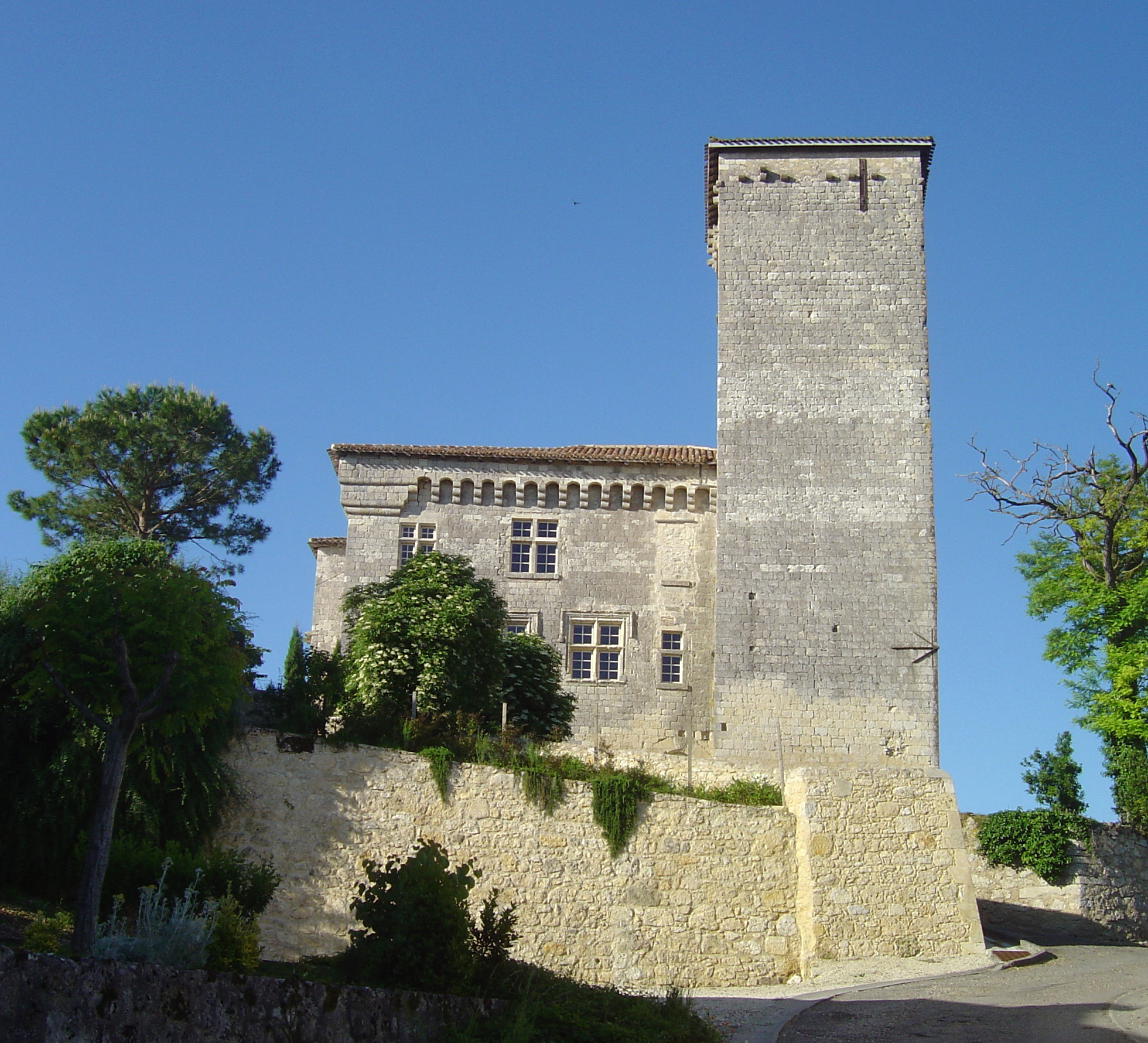
Slottet i Plieux, byggt 1340 och Camus hem i Occitanie, södra Frankrike

Camus uppgav i en intervju 2016 med den brittiska tidskriften The Spectator att han började utveckla sin idé 1996 medan han redigerade en guidebok om departementet Hérault. Han hävdade att han "plötsligt insåg att i mycket gamla byar ... hade befolkningen förändrats totalt" och tillade: "Det var då jag började skriva på det sättet."
Camus stödde under en tid den vänsterorienterade souveränistiska politikern Jean-Pierre Chevènement och röstade sedan på ekologkandidaten Noël Mamère i presidentvalet 2002. Samma år grundade han sitt eget rasistiska politiska parti, Parti de l'In-nocence ("Parti utan skada"), även om det inte lanserades offentligt förrän vid presidentvalet 2012. Partiet förespråkar återmigration, det vill säga att alla invandrare och deras familjer ska skickas tillbaka till deras ursprungsland, och ett fullständigt stopp för framtida invandring.
Han förklarade också att en nyckel till att förstå hans teori om "Det stora ersättningssystemet" kan hittas i en bok om estetik som han publicerade 2002, med titeln Du Sens ("Meningsfullhet"). I den senare, inspirerad av en dialog mellan Platon och Cratylos, skrev han att orden "Frankrike" och "fransk" motsvarar en naturlig och fysisk verklighet, inte en juridisk; det är en form av kratylism som liknar Charles Maurras distinktion mellan det "lagliga landet" och det "verkliga landet". Camus byggde också vidare på Jean Raspails tidigare verk, som publicerade den dystopiska romanen Helgonens läger 1973, om invandring och den västerländska civilisationens förstörelse.

### Politisk aktivism (2012–nutid)
Han var kandidat i det franska presidentvalet 2012, med ett program som sträckte sig från "allvarliga förslag, såsom repatriering av utrikesfödda brottslingar", till ovanliga teman i fransk politik, såsom "rätten att tysta, avskaffande av vindkraftparker, förbud mot vägkantsreklam, att skapa fristäder för återstående orörda platser, att stoppa produktionen av bilar som kan köra snabbare än hastighetsgränsen och att erkänna Israel, Palestina och ett Storlibanon för kristna i Mellanöstern". Han misslyckades med att få tillräckligt många presentationer från valda representanter för att kunna kandidera till president, och bestämde sig så småningom för att stödja Marine Le Pen.
2015 ledde Camus ett initiativ för att lansera Pegida France tillsammans med Pierre Cassen från Riposte Laïque, Jean-Luc Addor från det schweiziska folkpartiet, Pierre Renversez från det belgiska "Nej till Islam" och Melanie Dittmer från tyska Pegida.

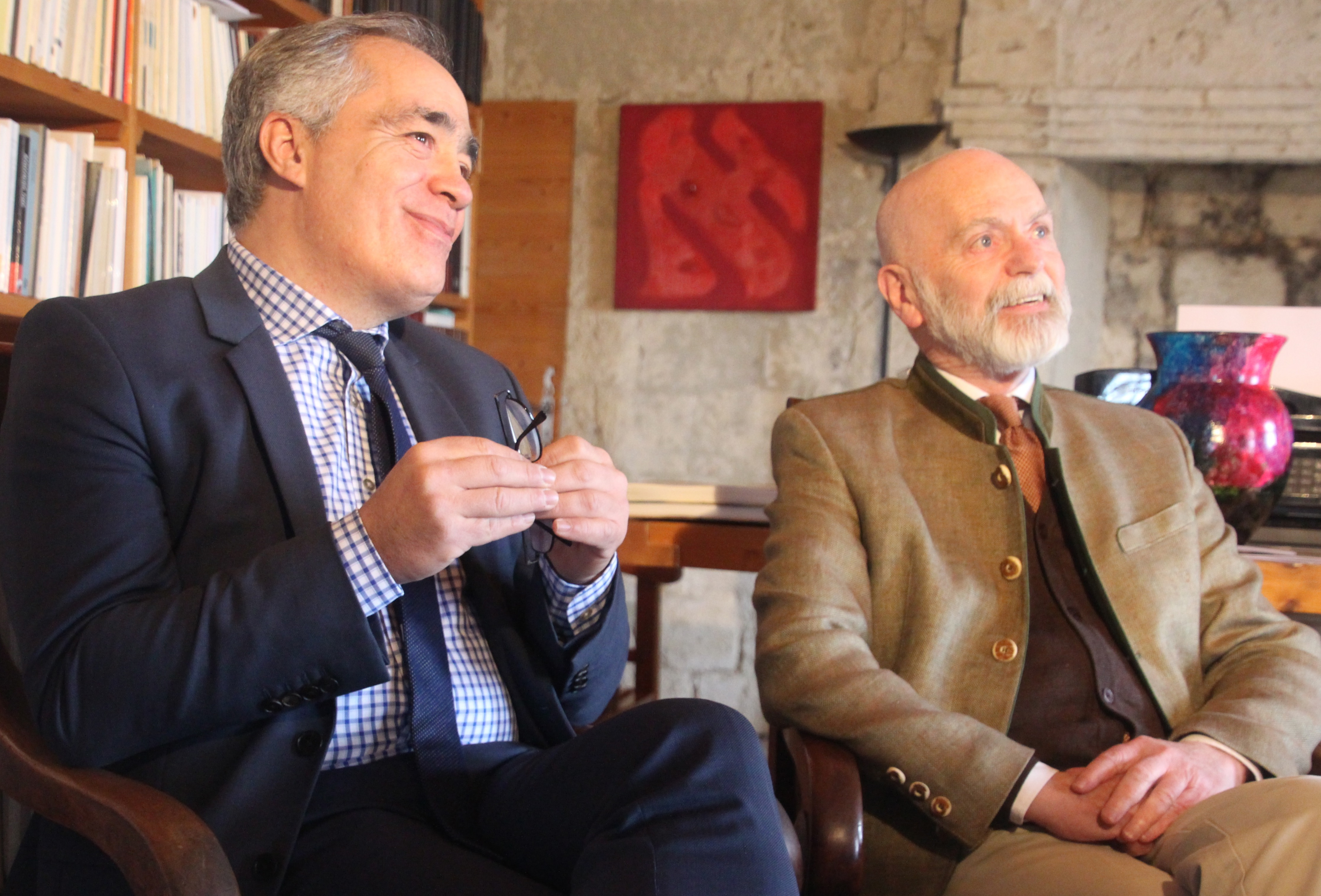
Renaud Camus med Karim Ouchikh under deras europeiska säsong 2019

I december 2017 förklarade han: "Presidentvalet som ägde rum [2017] var sista chansen till en politisk lösning. Jag tror inte på en politisk lösning ... för år 2022, den här gången, kommer det att vara ockupanterna, inkräktarna [dvs. invandrarna] som kommer att rösta, som kommer att vara valens herrar, så lösningen är i alla fall inte längre politisk".
I maj 2019 kandiderade Camus, tillsammans med Karim Ouchikh, i valet till Europaparlamentet: "vi ska inte lämna Europa, vi ska få Afrika att lämna Europa", skrev de för att definiera sin agenda. Under kampanjen dök ett fotografi av en kandidat på sin valsedel upp igen på sociala medier som knäböjde framför ett gigantiskt hakkors ritat på en strand. Camus beslutade att dra sig ur valet och hävdade att hakkorset var "motsatsen till allt [han hade] kämpat för [sitt] hela liv". Under det franska presidentvalet 2022 ställde han sig på den högerextreme experten och presidentkandidaten Éric Zemmours sida.
I april 2025 fick Camus sitt beräknade inresetillstånd i Storbritannien återkallat, med den angivna anledningen från det brittiska inrikesdepartementet att hans "närvaro i Storbritannien inte främjar det allmänna bästa". Detta beslut kunde inte överklagas. Detta var samtidigt som Camus planerade att besöka Homeland Partys "stora remigrationskonferens", som skulle äga rum den 26 april 2025, och sedan tala vid Oxford Union inom samma månad.

## Åsikter

### Den stora ersättningen
Sedan sina böcker från 2010 och 2011, L'Abécédaire de l'in-nocence ("Abecedarium of no-harm") och Le Grand Remplacement ("Den stora ersättningen") – båda opublicerade på engelska – har Camus varnat för den påstådda faran med "Den stora ersättningen". Konspirationsteorin antar att "ersättningseliter" samarbetar mot vita fransmän och européer för att ersätta dem med icke-europeiska folk – särskilt muslimska befolkningar från Afrika och Mellanöstern – genom massinvandring, demografisk tillväxt och en minskning av den europeiska födelsetalen; en förmodad process som han kallade "folkmord genom substitution". För att främja sin teori deltog Camus i två konferenser organiserade av Bloc Identitaire i december 2010 och november 2012.
Den 9 november 2017 grundade Camus, tillsammans med Karim Ouchikh, Nationella rådet för europeiskt motstånd, en anspelning på det franska nationella motståndsrådet under andra världskriget. Den paneuropeiska rörelsen – med andra medlemmar som Jean-Yves Le Gallou, Bernard Lugan, Václav Klaus, Filip Dewinter eller Janice Atkinson – strävar efter att motsätta sig den "stora ersättningen", invandring till Europa och att besegra "ersättningsmässig totalitarism". År 2017 orsakade den franske essäisten Alain Finkielkraut kontrovers efter att han bjöd in Camus att debattera den "stora ersättningen" i den litterära talkshowen Répliques på den offentliga radiostationen France Culture. Finkielkraut motiverade sitt val med att Camus, som "hörs och syns ingenstans, har format ett uttryck som vi hör överallt". Efter att vita supremacistdemonstranter vid Unite The Right-rallyt 2017 i Charlottesville, Virginia, hördes skandera "Ni kommer inte att ersätta oss" och "Judar kommer inte att ersätta oss", uppgav Camus att han inte stödde nazister eller våld, men att han kunde förstå varför vita amerikaner kände sig arga över att bli ersatta, och att han godkände känslan. I november 2018 publicerade han en bok skriven direkt på engelska och avsedd för en internationell publik, med titeln You Will Not Replace Us!
Från och med februari 2023 fortsatte han att försvara konspirationsteorin "Great Replacement" på sitt Twitterkonto, som hade cirka 54 000 följare vid tidpunkten för dess permanenta avstängning i oktober 2021. Camus konto återaktiverades i januari 2023 tack vare en generell amnestipolicy som tillkännagavs av Twitters nya ägare, Elon Musk.

### Vitt nationalistiskt våld
Camus har upprepade gånger sagt att han fördömer de våldsamma attackerna och terrorismen som begåtts i linje med hans idéer, och avfärdat dem som "ockupationsmaktens handlingar". Även om han förnekar att han stigmatiserar alla muslimer, tror Camus på en obruten linje mellan småbrottslighet och islamisk terrorism: "alla terrorister är kända av polisen, inte för terroristhandlingar eller för religiös extremism, utan för småstölder och bankattacker, eller till och med för mycket små saker som att attackera gamla damer i pendeltåg, eller konflikter mellan grannar", och tillade i ett annat tal: "vi talar om kampen mot terrorism: enligt min mening finns det inga terrorister, inte en enda. Det finns ockupanter som ... dödar några gisslan då och då för att bättre påminna oss om vem mästaren är."

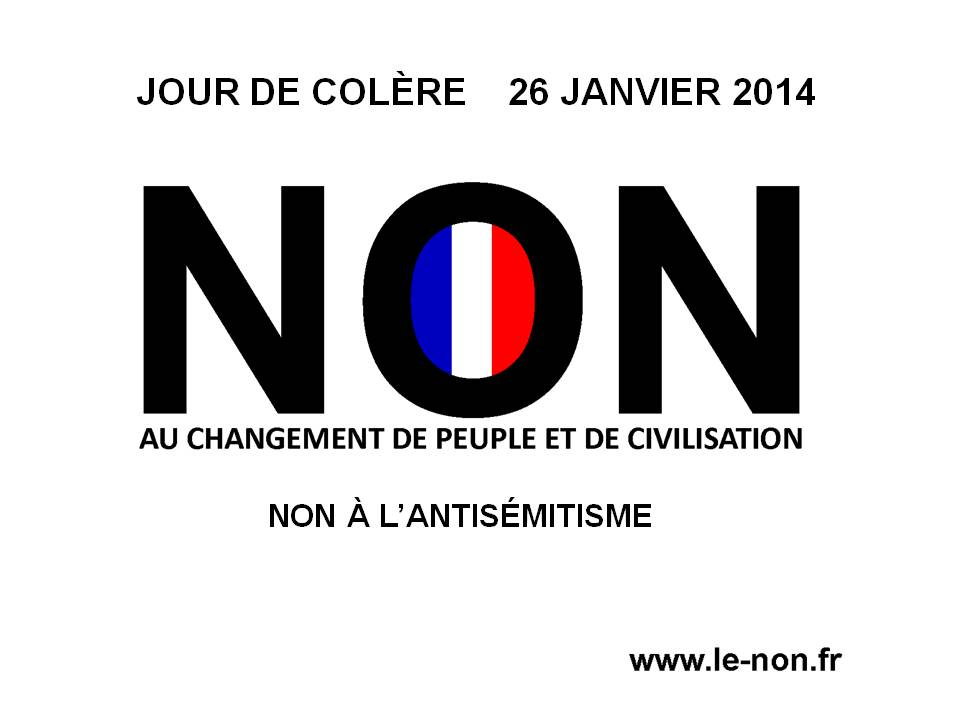
Camus traktat för hans "vredens dag"-manifestation 2014 mot den "stora ersättaren": "Nej till förändring av människor och civilisation, nej till antisemitism"

| Jag tror därför att vi går in i ett absolut nödvändigt skede av en kamp som inte längre kommer att vara politisk ... och som har två huvudsakliga inspirationskällor: motståndsrörelsen och de antikoloniala kamperna. Vi är under ockupation – jag är absolut inte rädd för det ordet, jag talar ofta om den andra ockupationen ... Vi följer också traditionen från alla antikoloniala kamper ... Algeriet, som blev självständigt, ansåg att det inte kunde vara verkligt självständigt utan bosättarnas avfärd ... Jag tror också att det inte kommer att ske någon befrielse av territoriet utan ockupantens eller kolonisationens avfärd, det vill säga utan remigration. Alla de stora texterna i kampen mot kolonisationen passar utmärkt in på Frankrike, särskilt de av Frantz Fanon ... Inför detta föreslår jag öppet motstånd, det vill säga uppror. |
| – Renaud Camus. Speech of the 10 years of Riposte Laïque, 2 December 2017. |

Forskarna Nicolas Bancel, Pascal Blanchard och Ahmed Boubeker menar att "utlysningen av ett inbördeskrig är implicit i teorin om den 'stora ersättningen' ... Denna tes är extrem – och så förenklad att den kan förstås av vem som helst – eftersom den validerar en raslig definition av nationen." I april 2014 bötfälldes Camus med 4 000 euro för uppvigling till rashat efter att han kallat muslimer för "huliganer" och "soldater" och för "den väpnade grenen av en grupp som avser att erövra franskt territorium och utvisa den befintliga befolkningen från vissa områden" under en konferens organiserad av Bloc Identitaire och Riposte Laïque i december 2010. I april 2015 bekräftade Paris appellationsdomstol detta beslut.

### Anklagelser om antisemitism
I sin dagbok från 1994 – publicerad år 2000 under titeln La campagne de France – kommenterade Camus det faktum att medlemmarna i en regelbunden panel av litteraturkritiker på den offentliga radiostationen France Culture bestod av en majoritet av judiska medlemmar som, enligt hans uppfattning, tenderade att diskutera mestadels judiska författare och judisk-relaterade frågor. Denna anklagelse väckte stor kritik bland vissa franska journalister som Marc Weitzmann eller Jean Daniel, som fördömde Camus uttalanden som antisemitiska. En ledare, undertecknad av Frédéric Mitterrand, Emmanuel Carrère, Christian Combaz och Camille Laurens, försvarade Camus i yttrandefrihetens namn, medan en annan, undertecknad av Jacques Derrida, Serge Klarsfeld, Claude Lanzmann, Jean-Pierre Vernant och Philippe Sollers, hävdade att rasism och antisemitism, som Camus påstås ha visat i sin dagbok, inte har rätt till denna frihet.
Camus har sedan dess fått ett antal försvarare bland fransk-judiska konservativa tänkare, framför allt Alain Finkielkraut, som har tagit hans parti i kontroversen sedan år 2000. ”Demografisk substitution”, sade Finkielkraut till The Nation 2019, är ”inte en konspirationsteori”, men han avfärdade Camus frekventa tal om ”folkmord genom substitution”. Éric Zemmour, en fransk konservativ journalist av sefardisk judisk härkomst, är en av de mest framstående förespråkarna för Camus teori. Dessutom har diverse höger- och högerextrema fransktalande judiska webbplatser, såsom Dreuz.info, Europe-Israël eller JssNews, mottagit Camus konspirationsteori positivt och uppmanat sina läsare att studera hans böcker.
Statsvetaren Jean-Yves Camus och historikern Nicolas Lebourg har noterat att Camus "Great Replacement" (den stora ersättningen), i motsats till sin ursprungliga teori, konspirationsteorin om det vita folkmordet, inte inkluderar en antisemitisk judisk komplott, vilket enligt dem är en anledning till dess framgång. Den franske journalisten Yann Moix, som anklagade Camus för att vara antisemit år 2017, bötfälldes med 3 000 euro av en fransk hovrätt för förtal den 13 mars 2019. Moix dom upphävdes i januari 2020 av den franska kassationsdomstolen, som bedömde att hans kommentarer "var ett uttryck för en åsikt och en värdebedömning av kärandens personlighet ... och inte en tillskrivning av ett specifikt faktum."

### Demokrati och mångkulturalism
Camus ser demokrati som en förnedrande av finkulturen och förespråkar ett system där eliten är kulturens väktare, vilket motsätter sig mångkulturalism.

### HBTQ-rättigheter
Camus, som är homosexuell, har gett sitt stöd till samkönade äktenskap. Han har sagt att homofobi och motstånd mot homosexuellas rättigheter inom konservativ islam rättfärdigar antimuslimska känslor, och att den etablerade vänstern ofta har prioriterat att försvara islam och antirasism framför att kritisera muslimsk homofobi.

## Influens
I en undersökning ledd av Ifop i december 2018 ställde sig 25 procent av fransmännen bakom teorin om den "stora ersättningen"; liksom 46 procent av de svarande som definierade sig själva som "Gilets Jaunes". I en annan undersökning ledd av Harris Interactive i oktober 2021 trodde 61 procent av fransmännen att den "stora ersättningen" kommer att ske i Frankrike; 67 procent av de svarande var oroliga över det. Teorin har citerats av den kanadensiska politiska aktivisten Lauren Southern i en YouTube-video med samma namn som släpptes i juli 2017. Southerns video hade lockat fler än 670 000 tittare under 2019 och anses ha bidragit till att popularisera teorin.
Teorin om den "stora ersättningen" är en viktig ideologisk komponent i identitarismen, en del av vit nationalism som har sitt ursprung i Frankrike och sedan dess har vunnit popularitet i Europa och resten av västvärlden.
Även om Camus upprepade gånger har fördömt och offentligt tagit avstånd från våldshandlingar som begåtts av högerextrema terrorister, har flera högerextrema terrorister, inklusive förövarna av skjutningarna i Christchurch (2019), El Paso (2019) och Buffalo (2022), hänvisat till konspirationsteorin "Great Replacement". "Den stora ersättningen" användes som namn på ett manifest av terroristen Brenton Tarrant, gärningsmannen bakom skjutningarna i Christchurch-moskén som dödade 51 muslimer och skadade 40 andra. Likaså citerades Tarrants manifest och teorin om den stora ersättningen i The Inconvenient Truth av Patrick Crusius, gärningsmannen bakom skjutningen i en Walmart -butik i El Paso, Texas, där 23 latinamerikaner dödades och 23 andra skadades. Payton Gendron, som utförde skjutningen i Buffalo på en Tops-stormarknad i Buffalo, New York, där tio personer dödades, alla svarta, beskrev sig själv som en vit makt-anhängare och uttryckte stöd för Camus konspirationsteori om den stora ersättningen i sitt manifest. Omkring 28 procent av dokumentet var plagierat från andra källor, särskilt Tarrants manifest.
Camus har fördömt massakern i Christchurch och beskrivit skjutningarna som en terroristattack, och tillagt att Tarrants manifest inte förstod teorin om den stora ersättningen. Camus sade att han misstänkte att attackerna var inspirerade av islamistisk terrorism i Frankrike. I en diskussion med The Washington Post sa han att även om han var emot våld, stödde han fortfarande ett slags "motuppror" mot icke-vit invandring och hade inga problem med majoriteten av sina anhängares åsikter. Forskaren Jean-Yves Camus ser Tarrants idéer som mer extrema än Camus ersättningsteori och menar att de är mer förankrade i Jean Raspails tänkande.
Enligt forskare kan Camus teori om den stora ersättningen bara leda till våldshandlingar, genom att icke-vita framställs som ett existentiellt hot mot vita människor, och invandrare som en femtekolonn eller en "inre fiende". Camus användning av starka termer som "kolonisering" och "ockupanter" för att stämpla icke-europeiska invandrare och deras barn (i analogi med den nazistiska ockupationen av Frankrike), har beskrivits av filosofen Alain Finkielkraut som implicita uppmaningar till våld.

## Valda verk
Noveller
- Passage. Flammarion (1975) ISBN 978-2080607829
- Échange. Flammarion (1976) ISBN 978-2080608925
- Roman roi. P.O.L. (1983) ISBN 978-2867440052
- Roman furieux (Roman roi II). P.O.L. (1987) ISBN 978-2867440762
- Voyageur en automne. P.O.L. (1992) ISBN 978-2867443022
- Le Chasseur de lumières. P.O.L. (1993) ISBN 978-2867443725
- L'épuisant désir de ces choses. P.O.L. (1995) ISBN 978-2867444494
- L'Inauguration de la salle des Vents. Fayard (2003) ISBN 978-2213616643
- Loin. P.O.L. (2009) ISBN 978-2846823524

Krönikor
- Journal d'un voyage en France. Hachette (1981) ISBN 978-2010067815
- Tricks. P.O.L. (1979) ISBN 978-2818001387
  - transl. Tricks: 25 encounters. Serpent's Tail (1995) ISBN 978-1852424145
- Buena Vista Park. Hachette (1980) ISBN 978-2010073052
- Incomparable, with Farid Tali. P.O.L. (1999) ISBN 978-2867447044
- Retour à Canossa. Journal 1999. Fayard (2002) ISBN 978-2213614342

Political writings
- Du sens. P.O.L. (2002) ISBN 978-2867448812
- Le communisme du XXIe siècle. Xenia (2007) ISBN 978-2888920342
- La Grande Déculturation. Fayard (2008) ISBN 979-1091681384
- De l'In-nocence. Abécédaire. David Reinharc (2010) ISBN 978-2-35869-015-7
- Décivilisation. Fayard (2011) ISBN 2-2136-6638-5
- Le Grand Remplacement. David Reinharc (2011) ISBN 978-2-35869-031-7
- L'Homme remplaçable. Self-published (2012) ISBN 979-10-91681-00-1
- Le Changement de peuple. Self-published (2013) ISBN 979-10-91681-06-3
- Les Inhéritiers. Self-published (2013) ISBN 979-10-91681-04-9
- You Will Not Replace Us! Self-published (2018) ISBN 979-1091681575
- Lettre aux Européens : entée de cent une propositions (with Karim Ouchikh). Self-published (2019)
- Le Petit Remplacement. Pierre-Guillaume de Roux (2019) ISBN 978-2491446758
- La Dépossession : ou Du remplacisme global. La Nouvelle Librairie (2022) ISBN 978-2493898289
- Enemy of the Disaster: Selected Political Writings of Renaud Camus, edited with an introduction by Louis Betty. Vauban Books (2023) ISBN 979-8988739906
- The Deep Murmur: Preceded by Elegy for Enoch Powell. Vauban Books (2024) ISBN 979-8988739913